# Tabanus flavohirtus
Tabanus flavohirtus är en tvåvingeart som beskrevs av Philip 1960. Tabanus flavohirtus ingår i släktet Tabanus och familjen bromsar. Inga underarter finns listade i Catalogue of Life.